# Courtesserre
 (août 2023).
Si vous disposez d'ouvrages ou d'articles de référence ou si vous connaissez des sites web de qualité traitant du thème abordé ici, merci de compléter l'article en donnant les références utiles à sa vérifiabilité et en les liant à la section « Notes et références ».
Courtesserre est un village d'environ 100 habitants qui est rattaché à la commune de Courpière dans le Puy-de-Dôme (63). Il est situé à environ 2 km à vol d'oiseau au sud-ouest du bourg de Courpière, sur les collines dominant la rive gauche de la Dore.